# Wissewasje (paddenstoel)
Het wissewasje (Xenasma tulasnelloideum) is een schimmel uit de familie Xenasmataceae. Hij leeft saprotroof op loof- en naaldhout in zeer verschillende biotopen.

## Verspreiding
In Nederland komt het wissewasje matig algemeen voor.